# Naxidia irrorata
Naxidia irrorata är en fjärilsart. Naxidia irrorata ingår i släktet Naxidia och familjen mätare. Inga underarter finns listade i Catalogue of Life.